# Louis Albert Necker
Louis Albert Necker (Genève (Republiek Genève), 10 april 1786 - Portree (Schotland), 20 november 1861) was een Zwitsers kristallograaf.

## Biografie
Louis Albert Necker was een zoon van botanicus Jacques Necker en van pedagoge Albertine Necker de Saussure. Zijn grootvader was de Geneefse wiskundige Louis Necker. Zijn grootvader van moederskant was de bioloog, geoloog en alpinist Horace-Bénédict de Saussure.
Vanaf 1810 was Necker hoogleraar aan de Académie de Genève. De Necker-kubus is naar hem vernoemd, omdat hij in 1832 als eerste plaatjes van kubussen publiceerde, waarbij men niet kon aangeven wat de voorste en wat de achterste ribben van de kubus waren.
Necker woonde sinds 1841 in Portree op het eiland Skye in Schotland, waar hij in 1861 overleed.
- Bibliothèque nationale de France: cb105321519 (data)
- Gemeinsame Normdatei: 104364440
- Historisch woordenboek van Zwitserland: 043193
- International Standard Name Identifier: 0000 0000 7998 3548
- Library of Congress Control Number: nr98020416
- Nederlandse Thesaurus van Auteursnamen: 128795549
- Système universitaire de documentation: 129371920
- Virtual International Authority File: 59523649
- WorldCat: E39PBJwHgRm4qHqkYv6krCgYfq